# Otacilia lubrica
Espèce
Otacilia lubrica est une espèce d'araignées aranéomorphes de la famille des Phrurolithidae.

## Distribution
Cette espèce est endémique de Chongqing en Chine,. Elle se rencontre dans le xian de Chengkou.

## Description
Le mâle holotype mesure 2,20 mm et la femelle paratype 2,80 mm.

## Publication originale
- Mu & Zhang, 2021 : « Seven new Otacilia Thorell, 1897 species from China (Araneae: Phrurolithidae). » Zootaxa, no 5032(4), p. 533-548.